# Вежа Бісмарка (Гайдельберг)
49°24′58″ пн. ш. 8°42′00″ сх. д. / 49.4161° пн. ш. 8.69996° сх. д.

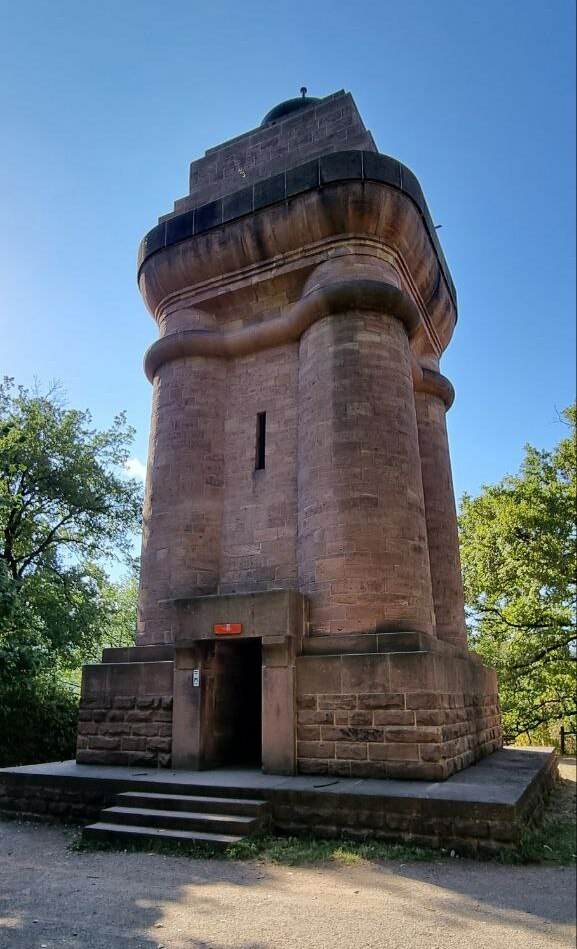
Вежа Бісмарка

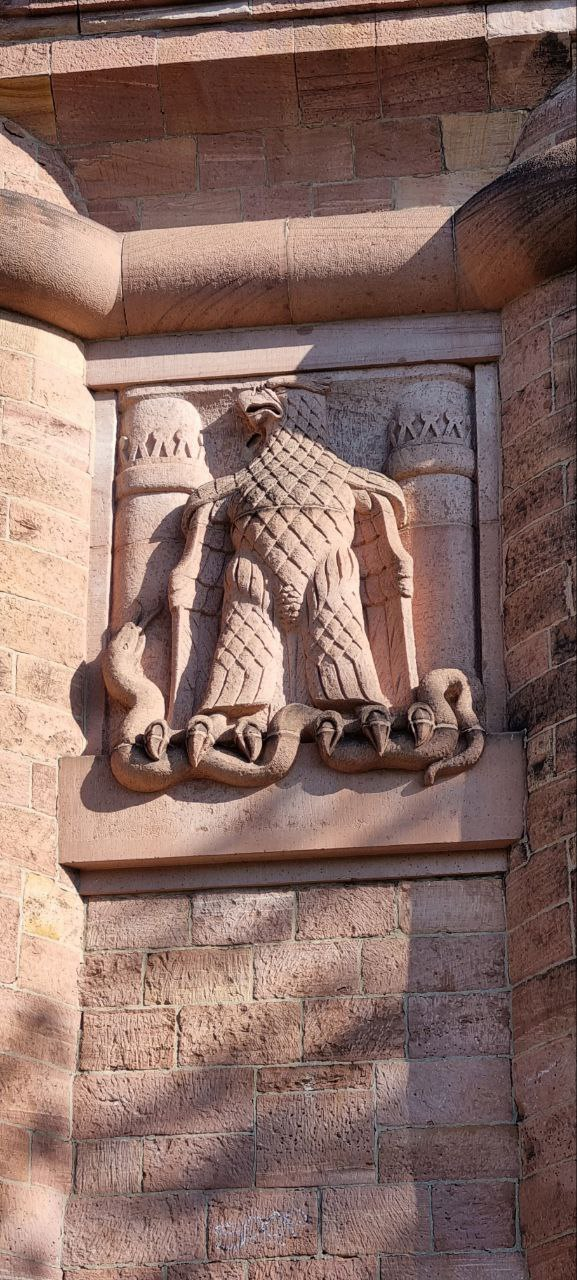
Рельєфний імператорський орел зі змією розбрату

Вежа Бісмарка в Гайдельберзі - оглядова вежа, яка була побудована в Гайдельберзі в 1903 році. Гозташована на південному схилі гори Гайліґенберґ над вулицею Філозофенвеґ. Є однією з багатьохвеж Бісмарка, побудованих по всій Німеччині.

## Історія
1899 року був оголошений конкурс з метою заохотити будівництво якомога більшої кількості веж для запалювання вогню на честь Бісмарка. Цей конкурс виграв Вільгельм Крейс зі своєю моделлю «Götterdämmerung». Гайдельберзька вежа є однією з 47 веж, побудованих за цим проєктом. 
Вежа Бісмарка була відремонтована в 1985 році.
У червні 2003 року біля колони Бісмарка відбулося святкування 100-річного ювілею вежі, а в чаші було запалено пам'ятний вогонь.

## Опис
На вежі зображений рельєфний німецький імператорський орел зі змією розбрату, а на вершині прикріплена чавунна чаша для вогню діаметром 2,5 метра.
Усередині вежі знаходяться гвинтові сходи, якими можна піднятися нагору та подивитися на старе місто Гайдельберга.